# Piestognathus douei
Piestognathus douei is een keversoort uit de familie zwartlijven (Tenebrionidae). De wetenschappelijke naam van de soort is voor het eerst geldig gepubliceerd in 1858 door Pierre Hippolyte Lucas.